# Давай поженимся (фильм)
«Давай поженимся» — советский художественный фильм.

## Сюжет
Елена и капитан второго ранга Николай Суворин немолоды. Они встретились совершенно случайно, Николай оказал медицинскую помощь соседке в самолёте, которой стало плохо. Николай только что уволился из флота и переехал в другой город, ищет работу. Елена в шутку предложила ему жениться на ней после одного дня знакомства. А он всерьёз согласился. Поспешный союз мог и не состояться, если бы не Николай, который терпеливо и деликатно взял на себя всю ответственность за столь спонтанно созданную семью. Поначалу молодые не могут найти общий язык, Николай терпит сложный характер супруги. Возвращаясь после командировки, Елена обнаружила, что Николай сделал ремонт и поменял мебель. Они отмечают день рождения Елены и, постепенно, лёд между ними тает и налаживаются отношения. Николай нашёл работу по душе. В концовке супруги ждут ребёнка.

## В ролях
- Маргарита Терехова — Елена Дмитриевна Воронова
- Юрий Назаров — Николай Михайлович Суворин, капитан второго ранга в отставке
- Александра Климова — тётя Елены
- Виктор Манаев — Юра
- Татьяна Мархель — Зина
- Валерий Филатов — муж Зины
- Ирина Савина — Люда
- Всеволод Платов — Женя Пашков
- Андрей Душечкин — Миша, сын Суворина
- Владимир Сичкарь
- Георгий Волчек
- Юрий Ступаков
- Юрий Баталов
- Сергей Журавель
- Людмила Мацкевич
- Жаннета Четверикова-Друцкая

## Съёмочная группа
- Сценарист: Александр Горохов
- Режиссёр: Александр Ефремов
- Оператор: Олег Шкляревский
- Художник: Евгений Игнатьев
- Композитор: Андрей Эшпай
- Звукооператор: Борис Шангин
- Вторые режиссёры: Р. Альшевская, И. Левандовская
- Второй оператор: Н. Сенько
- Художник по костюмам: Н. Сардарова
- Художник-гримёр: А. Журба
- Художник-декоратор: И. Романовский
- Монтажёр: Е. Сватко
- Редактор: Ф. Конев
- Директор: С. Бартош

## Критика
В 1983 году З. Красильникова в рецензии на фильм «Давай поженимся» в журнале «Советский фильм» утверждала, что актёры в нём вели свой дуэт очень психологически тонко и точно, изображая героев с нелёгкими жизненными судьбами и разными вкусами, характерами, привычками. Несмотря на то, что главная героиня представляла собой современную, уверенную в себе, независимую, эффектную, умную, деловую женщину, режиссёра, по мнению Касильниковой, интересовал только характер героини, поэтому показана она была авторами фильма исключительно в домашнем интерьере. Актриса Маргарита Терехова, будучи большой мастерицей подтекстовых внутренних переживаний, нашла для характера своей имеющей холостяцкие привычки героини Елены Дмитриевны множество оттенков и красок, очень тонко и органично передала её ранимость и самоуверенность, женственность и резкость, а также острое чувство собственной неустроенности.
В 1985 году кинорежиссёр Вячеслав Никифоров в интервью для газеты «Советская культура» утверждал, что в ленте А. Ефремова «Давай поженимся» каким-то краем затрагивалась и проблематика фильма «Обочина», но, по мнению Никифорова, беда ленты «Давай поженимся» заключалась в том, что в ней анализ вопросов гармонии духовного и материального содержания жизни не продолжался углублением начатого в «Обочине», а, как будто, начинался с нуля.
В 1987 году П. Смирнов на страницах газеты «Советская культура» в статье, посвящённой размышлениям о телефильмах, называет «Давай поженимся» в числе типичных примеров штампованных фильмов о случайных встречах двух не очень молодых одиноких героев, в которых героини являются обворожительными, но неустроенными и чрезмерно активными (вечно суетящимися, куда-то бегущими, во что-то вмешивающимися), в то время как герои изображаются немногословными и надёжными представителями романтических профессий (чаще всего — капитанами дальнего плавания).